# Cantiere navale De Poli
Il cantiere navale De Poli di Pellestrina è stato un cantiere navale del veneziano che ha operato per circa due secoli.

## Storia
Il Cantiere navale De Poli fu fondato nell'ottocento a Venezia da Davide De Poli, che in precedenza aveva lavorato come maestro d'ascia in un cantiere navale veneziano. Il cantiere, che nel corso della sua storia è sempre rimasto a conduzione familiare, si affermò ben presto per la qualità delle sue realizzazioni e si occupò sia della costruzione che della riparazione di imbarcazioni in legno, golette e velieri e per un periodo ebbe anche una succursale a Neresine nell'isola di Lussinpiccolo.
Nel novecento, finita ormai l'epoca dei maestri d'ascia e delle imbarcazioni in legno, i fratelli De Poli a partire dalla seconda metà degli anni cinquanta riconvertirono le tecniche costruttive passando alla costruzione e riparazione di imbarcazioni in metallo.
Dopo una fase di consolidamento durata circa venti anni, in cui il cantiere ha prodotto imbarcazioni di uso lagunare, quali motobarche, bettoline, pescherecci e motoscafi gran turismo, a metà degli anni settanta il cantiere riuscì ad acquisire una prima commessa dal comune di Venezia per la costruzione di un traghetto per l'ACTV, l'azienda di trasporto comunale veneziana, per il collegamento tra il Lido e Pellestrina. Le costruzioni per l'ACTV sarebbero poi proseguite fino ai nostri giorni.
Successivamente a partire dagli anni ottanta arrivarono importanti commesse pubbliche da parte della Marina Militare per la costruzione di navi cisterna e rimorchiatori e da parte del Ministero dell'Interno per la costruzione di imbarcazioni antincendio per il Corpo dei Vigili del fuoco.
A partire dagli anni novanta il cantiere ha realizzato bacini galleggianti di carenaggio, motonavi passeggeri e fast ferry, chimichiere, gassiere e navi petrolchimiche. Il cantiere ebbe tra i suoi committenti compagnie quali l'Adriatica, la Caremar e la Siremar.
Le ultime costruzione del cantiere De Poli sono state tre gassiere per l'armatore norvegese Utkilen di Bergen, specializzato nei trasporti di prodotti chimici via mare, una delle quali, la gassiera da carico “Rystraum” è stata varata per conto del cantiere "De Poli" il 26 ottobre 2008 al Nuovo Arsenale Cartubi di Trieste. L'allestimento di queste navi è però stato in dubbio in quanto il cantiere è stato afflitto da una crisi che ne ha causato la chiusura dopo quasi due secoli.
Tra Venezia, San Pietro in Volta, Pellestrina e Chioggia un tempo erano una quarantina i cantieri dei maestri d'ascia che gradualmente hanno chiuso o sono falliti, mentre il cantiere "De Poli" era riuscito a rimanere un baluardo della cantieristica veneziana, ma prima la crescita esponenziale dei costi delle materie prime e dei componenti specifici e la crisi economica mondiale che ha investito tutti i settori produttivi, compreso quello della cantieristica navale hanno portato l'azienda, che pure negli ultimi cinque anni aveva costruito ben 20 navi, ad avviare all'inizio del 2009 le procedure per la richiesta di liquidazione volontaria. riuscendo ad ultimare le navi in costruzione per evitare l'eventuale pagamento di penali ad armatori e banche.
Il 30 giugno 2010 l'ACTV si è aggiudicato l'acquisto del bacino galleggiante del Cantiere navale De Poli per la manutenzione delle grandi unità in dotazione all'azienda che potrebbe portare a termine l'acquisto delle altre strutture e impianti del cantiere de Poli nell'interesse dell'ACTV, degli ex dipendenti del cantiere e dei livelli occupazionali della città, salvaguardando l'esperienza maturata negli anni dal personale operante nel cantiere e rendere più efficiente la manutenzione dei mezzi di trasporto dell'azienda.

## Navi
- 1983/1985 - Porto Fossone Y 413 - Porto Torres Y 416 - Porto Corsini Y 417 - Porto Empedocle Y 421 - Porto Pisano Y 422 [6] - Porto Conte Y 423 - Portoferraio Y 425 - Portovenere Y 426 - Porto Salvo Y 428 rimorchiatori della Marina Militare Italiana
- 1989 - San Domino - Traghetto Ro/Ro - (Adriatica di Navigazione)
- 1989 - Tetide - Traghetto Ro/Ro - (Laziomar)
- 1990/1991 - GRS/G 1010 - GRS/G 1011 - GRG/G 1012 - GRS/J 1013 - GGS 1012 - GGS 1013 - GGS 1014 Marina Militare Italiana - Scafi 131/137
- 1991 - "CP 122" [7] della Guardia Costiera
- 1994 - "Nave Ticino" - nave cisterna della Marina Militare Italiana varata il 12.3.1994 - Scafo 149
- 1994 - "Nave Tirso" - nave cisterna della Marina Militare Italiana varata il 29.9.1994 - Scafo 150
- 1996 - Normanna - nave cisterna/chimica per Mediterranea di Navigazione (Ravenna) [8]
- 1999 - Isola di Stromboli - Fast Ferry - (Siremar)
- 1999 - vaporetto serie 90 di ACTV (almeno 10 esemplari)
- 1999 - Sveva - nave cisterna/chimica per Mediterranea Di Navigazione Ravenna [9]
- 2002 - Jo Miro D. - nave cisterna/chimica - IMO 9243382 [10]